# شمیسانی
شمیسانی (به عربی: الشمیسانی) یک منطقهٔ مسکونی در اردن است که در استان عمان واقع شده‌است.